# San Juan del Río, Magdalena Peñasco
San Juan del Río är en ort i Mexiko.   Den ligger i kommunen Magdalena Peñasco och delstaten Oaxaca, i den sydöstra delen av landet, 290 km sydost om huvudstaden Mexico City. San Juan del Río ligger 2 010 meter över havet och antalet invånare är 200.
Terrängen runt San Juan del Río är kuperad. Runt San Juan del Río är det glesbefolkat, med 13 invånare per kvadratkilometer. Närmaste större samhälle är Heroica Ciudad de Tlaxiaco, 15,3 km väster om San Juan del Río. I omgivningarna runt San Juan del Río växer huvudsakligen savannskog.